# Федорівка (Баштанський район)
Фе́дорівка — село в Україні, у Березнегуватській селищній громаді Баштанського району Миколаївської області. Населення становить 266 осіб.